# 後藤基綱
後藤 基綱（ごとう もとつな）は、鎌倉時代前期の御家人・歌人。鎌倉幕府評定衆・引付衆。

## 略歴
養和元年（1181年）、藤原北家、藤原秀郷の系譜を引く京武者後藤基清の子として誕生。
承久の乱では軍奉行を務めたと見られ、後鳥羽上皇方に付いた父・基清を幕府の命令により斬首した。その後、嘉禄元年（1225年）に設置された評定衆の一員となり、恩沢奉行や地奉行となっている。基綱が記した記録は、かなりの量が『吾妻鏡』に利用されていると見られる。恩賞奉行として4代将軍・藤原頼経の側近でもあった為か、寛元4年（1246年）6月7日、宮騒動によって評定衆を解かれ頼経と共に京に同行。その6年後に引付衆として返り咲くが既に72歳の高齢に達しており、後藤氏の名誉回復に近いものであったとも見られる。康元元年（1256年）、死去。
武士としてより文官に近い実務官僚として活躍した。また歌人としても有名で、『新勅撰和歌集』には2首、続後撰集には3首、続古今集には1首、続拾遺集には1首、新続古今集には1首選ばれている。『十訓抄』の著者説もある。
子・基政は引付衆から六波羅評定衆となり、以降後藤氏は六波羅評定衆を世襲する。